# Dimitris Plapoutas
Dimitris Plapoutas (gr. Δημήτριος Πλαπούτας; ur. 15 maja 1786 w Paloumpie, zm. 5 lipca 1864 tamże) – grecki generał i parlamentarzysta, uczestnik wojny o niepodległość Grecji.

## Życiorys
W 1808 roku stacjonował na wyspie Zakintos jako podoficer armii brytyjskiej. W 1811 roku przebywał na Wyspach Jońskich, gdzie dołączył do 1 Pułku Greckiej Lekkiej Piechoty, został także członkiem organizacji Filiki Eteria.
Uczestniczył w wojnie o niepodległość Grecji w stopniu generała, utworzył własną armię składającą się z około 1000 żołnierzy, która w 1821 roku pokonała wojska osmańskie w bitwie pod Waltetsi. W 1834 roku został uwięziony pod zarzutem zdrady stanu i skazany na karę śmierci; wyrok następnie zmieniono na 20 lat pozbawienia wolności, jednak rok później Plapoutas został ułaskawiony. W wyniku wyborów parlamentarnych z 1844 roku uzyskał mandat do Izby Reprezentantów, a w latach 1844–1847 zasiadał w Senacie, jednocześnie był honorowym doradcą króla Ottona I.

## Życie prywatne
Był drugim synem Nikolaosa Plapoutasa.
Miał córkę Athanasię.